# Дијабетички улкус стопала
Дијабетички улкус стопала је разарање коже и понекад дубљих ткива стопала које доводи до формирања ране. Сматра се да настаје услед абнормалног притиска или механичког стреса хронично примењеног на стопало, обично са пратећим предиспонирајућим стањима као што су периферна сензорна неуропатија, периферна моторна неуропатија, аутономна неуропатија или периферна артеријска болест. То је главна компликација дијабетес мелитуса, и то је врста дијабетичке болести стопала. Секундарне компликације улкуса, као што су инфекција коже или поткожног ткива, инфекција кости, гангрена или сепса су могуће, што често доводи до ампутације.

## Узроци
Кључна карактеристика зарастања рана је поступна поправка изгубљеног екстрацелуларног матрикса (ЕЦМ), највеће компоненте дермалног слоја коже. Међутим, у неким случајевима, физиолошка повреда или поремећај - у овом случају, дијабетес мелитус - омета процес зарастања ране. У дијабетичким ранама, инфламаторна фаза процеса зарастања је продужена, што одлаже формирање зрелог грануларног ткива и смањује затезну чврстоћу ране која се заращује.

## Фактори ризика
Фактори ризика умешани у развој дијабетичких улкуса стопала су инфекција, старија доб, дијабетичка неуропатија, периферна васкуларна болест, пушење цигарета, лоша гликемијска контрола, претходни улкуси стопала или ампутације, и исхемија малих и великих крвних судова.
Људи са дијабетесом често развијају дијабетичку неуропатију због неколико метаболичких и неуроваскуларних фактора. Периферна неуропатија изазива губитак бола или осећаја у прстима ног, стопалима, ногама и рукама због дисталног оштећења нерава и слабог протока крви. Аутономна неуропатија изазива судомоторну дисфункцију и сувоћу коже. Мехурићи и ране могу да се појаве на утрнулим областима стопала и ногу, као што су метатарзофалангеални зглобови и пета, као резултат притиска или повреде која може проћи непримећено и на крају постати улазна тачка за бактерије и инфекцију.

## Патофизиологија

### Екстрацелуларни матрикс
Екстрацелуларни матрикс (или "ЕЦМ") је спољашњи структурни оквир за који се везују ћелије у вишећелијским организмима. Дермис лежи испод епидермиса, и ова два слоја се заједно називају кожа. Дермална кожа је првенствено комбинација фибробласта који расту у овом матриксу. Специфичне врсте ЕЦМ везивних ткива се често хемијски разликују, али колаген генерално чини већину структуре.
Кроз интеракцију ћелије са њеним екстрацелуларним матриксом (пренесену кроз молекуле везивања класификоване као интегрини) формира се континуирана веза између унутрашњости ћелије, ћелијске мембране и њених компоненти екстрацелуларног матрикса која помаже у покретању различитих ћелијских догађаја на регулисан начин.

### Измењени метаболизам
Дијабетес мелитус је метаболички поремећај и стога се дефекти уочени у дијабетичком зарастању рана сматрају резултатом измењеног метаболизма протеина и липида и тиме абнормалне формације грануларног ткива.

### Биомеханика
Компликације у дијабетичком стопалу и комплексу стопало-скочни зглоб су шире и деструктивније од очекиваних и могу угрозити структуру и функцију неколико система: васкуларног, нервног, соматосензорног, мускулоскелетног. Тако дубље разумевање алтерације хода и биомеханике стопала у дијабетичком стопалу је од великог интереса и може играти улогу у дизајну и почетку превентивних као и терапијских акција.
Укратко, ефекат дијабетеса на главне структуре комплекса стопало-скочни зглоб може се сумирати као:
- ефекти на кожу: кожа - и мека ткива непосредно испод коже - подлежу већем притиску и смицању од уобичајеног, што објашњава почетак оштећења ткива тако дубоко корелисаног са трауматским процесима улцерације
- ефекти на тетиве и лигаменте: гликозилација протеина и резултујуће абнормалности колагена доводе до већег попречног пресека - тј. задебљања - тетива и лигамената
- ефекти на хрскавицу: слично ономе што се дешава са тетивама и лигаментима, хрскавица мења свој састав углавном због модификације колагенских влакана
- ефекти на мишиће: дијабетес мелитус изазива озбиљно оштећење провођења нерава, што доводи до погоршања у управљању одговарајућим мишићним влакнима
- ефекти на периферни сензорни систем: оштећено провођење нерава има драматичан ефекат на периферни сензорни систем јер доводи до губитка заштитне сензације испод табана стопала

## Дијагноза
Процена дијабетичког улкуса стопала укључује идентификовање фактора ризика као што је дијабетичка периферна неуропатија, напомињући да је 50 одсто људи асимптоматско, и искључивање других узрока периферне неуропатије као што су поремећај употребе алкохола и повреда кичме. Дијабетички улкуси стопала се често погрешно дијагностикују код пацијената са недијагностикованим малигнитетима коже, посебно високоризичним код старијих пацијената.
Локација улкуса, његова величина, облик, дубина и да ли ткиво гранулише или се љушти треба да се размотри. Даља разматрања укључују да ли постоји малодор, стање границе ране и палпабилна кост и формирање синуса треба истражити. Знакови инфекције захтевају разматрање као што је развој сивог или жутог ткива, гнојни истицај, непријатан мирис, синус, подрован ивице и излагање кости или тетива.

### Класификација
Дијабетички улкус стопала је компликација дијабетеса. Дијабетички улкуси стопала се класификују као неуропатски, неуроишемијски или ишемијски.
Лекари такође користе Вагнерове степене за описивање озбиљности улкуса. Сврха Вагнерових степена је да омогући специјалистима да боље прате и лече дијабетичке улкусе стопала. Овај систем оцењивања класификује дијабетичке улкусе стопала користећи бројеве, од 0 до 5:
- 0. Није присутан дијабетички улкус стопала, али постоји висок ризик од развијања
- 1. Површински улкус укључује пуну дебљину коже, али још увек не укључује подлежућа ткива
- 2. Дубоки улкус продире преко површине, до лигамената и мишића
- 3. Дубоки улкус се јавља са инфламацијом поткожног везивног ткива или апсцесом
- 4. Ткиво око области улкуса (ограничено на прсте и предњи део стопала) је почело да се распада
- 5. Гангрена се проширила са локализоване области улкуса да постане екстензивна

## Превенција
Кораци за превенцију дијабетичких улкуса стопала укључују честе прегледе од стране специјалиста за стопало и мултидисциплинарног тима, добру хигијену стопала, дијабетичке чарапе и обућу, као и избегавање повреда. Едукација о нези стопала комбинована са повећаним надзором може смањити инциденцу озбиљних лезија стопала.

### Мониторинг и предикција
Људи са губитком осећаја у стопалима треба да прегледају своја стопала на дневној основи, да би се уверили да нема рана које почињу да се развијају. Мониторинг стопала особе може помоћи у предвиђању вероватноће развијања улкуса.
Уобичајена метода за ово је коришћење специјалног термометара за тражење места на стопалу која имају вишу температуру што указује на могућност развијања улкуса. У исто време не постоји јак научни доказ који подржава ефикасност мониторинга температуре стопала код куће.

### Обућа
Дијабетичка обућа, улошци и чарапе су персонализовани производи који ослобађају притисак на стопало да би спречили улкусе. Докази за специјалну обућу за лечење улкуса стопала су слаби, али њихова ефикасност за превенцију је добро установљена.

## Лечење
Улкуси стопала код дијабетеса захтевају мултидисциплинарни тим који може укључити лекара опште праксе, медицинску сестру специјалисту за дијабетес, медицинску сестру за виталност ткива, подијатре, васкуларне хирурге, специјалисте за дијабетес и хирурге. Циљ побољшања гликемијске контроле, ако је лоша, може успорити прогресију болести.

### Антибиотици
Дужина курсева антибиотика зависи од озбиљности инфекције и да ли је укључена инфекција кости, али може варирати од 1 недеље до 6 недеља или више. Тренутне препоруке су да се антибиотици користе само када постоји доказ инфекције и настављају док не постоји доказ да се инфекција очистила.

### Завоји за ране
Постоји много типова завоја који се користе за лечење дијабетичких улкуса стопала као што су апсорптивни пунила, хидрогел завоји и хидроколоиди. Не постоји добар доказ да је један тип завоја бољи од другог за дијабетичке улкусе стопала.

### Тотално контактно гипсање
Тотално контактно гипсање (ТКГ) је специјално дизајниран гипс дизајниран да скине тежину са стопала (растерећење) код пацијената са ДУС. Смањење притиска на рану скидањем тежине са стопала се показало као веома ефикасно у лечењу ДУС.

### Хипербарична кисеоничка терапија
У 2015. години, Кокрејн преглед је закључио да за људе са дијабетичким улкусима стопала, хипербарична кисеоничка терапија смањује ризик од ампутацијае и може побољшати зарастање у 6 недеља.

### Негативна терапија притиска ране
Овај третман користи вакуум за уклањање вишка течности и ћелијског отпада који обично продужавају инфламаторну фазу зарастања ране.

## Епидемиологија
Приближно 34% људи са дијабетесом (тип 1 или тип 2 дијабетеса) ће развити улкус стопала током свог живота. 18,6 милиона људи широм света ће развити улкус стопала сваке године. 15-20% умерено до озбиљно инфицираних улкуса стопала на крају доводе до ампутације, а стопа смртности дијабетичких улкуса стопала је 30% у 5 година са стопом смртности од 70% код оних са улкусом стопала који примају ампутацију изнад стопала.